# Shadow DN3
Shadow DN3 — гоночный автомобиль команды Формулы-1 Shadow, сконструированный Тони Саутгейтом и Дэйвом Уссом, участвовавший в сезоне 1974 года.

## История
В первых двух гонках сезона гонщики команды использовали разные шасси: Жан-Пьер Жарье прошлогоднее Shadow DN1, а пришедший из McLaren Питер Ревсон - новое DN3. На тренировке перед Гран-при ЮАР в результате поломки подвески Ревсон попалв аварию и погиб. Команда отказалась от участия в этой гонке.
В дальнейшем по ходу сезона место американца в кокпите занимали британцы Брайан Редман и Том Прайс, а также швед Бертиль Рос. Лучшим результатом в сезоне стало третье место Жарье в Монако.
В первых двух гонках сезона 1975 года наряду с новым шасси Shadow DN5 модернизированное DN3B использовал Прайс: оба раза ему не удалось добраться до финиша.
Шасси Shadow DN3 также принимало участие в Гран-при Великобритании 1976 года: британский гонщик частной команды "Team P R Reilly" Майк Уайлдс не смог пройти квалификацию. 

## Результаты выступлений в гонках 1974 года
| Год  | Команда                | Двигатель            | Шины | Пилоты | 1    | 2    | 3   | 4   | 5   | 6    | 7    | 8    | 9    | 10   | 11  | 12   | 13   | 14   | 15  | Место | Очки |
| ---- | ---------------------- | -------------------- | ---- | ------ | ---- | ---- | --- | --- | --- | ---- | ---- | ---- | ---- | ---- | --- | ---- | ---- | ---- | --- | ----- | ---- |
| 1974 | UOP Shadow Racing Team | Ford Cosworth DFV V8 | G    |        | АРГ  | БРА  | ЮАР | ИСП | БЕЛ | МОН  | ШВЕ  | НИД  | ФРА  | ВЕЛ  | ГЕР | АВТ  | ИТА  | КАН  | США | 8     | 7    |
| 1974 | UOP Shadow Racing Team | Ford Cosworth DFV V8 | G    | Ревсон | Сход | Сход |     |     |     |      |      |      |      |      |     |      |      |      |     | 8     | 7    |
| 1974 | UOP Shadow Racing Team | Ford Cosworth DFV V8 | G    | Редман |      |      |     | 7   | 18  | Сход |      |      |      |      |     |      |      |      |     | 8     | 7    |
| 1974 | UOP Shadow Racing Team | Ford Cosworth DFV V8 | G    | Рос    |      |      |     |     |     |      | Сход |      |      |      |     |      |      |      |     | 8     | 7    |
| 1974 | UOP Shadow Racing Team | Ford Cosworth DFV V8 | G    | Прайс  |      |      |     |     |     |      |      | Сход | Сход | 8    | 6   | Сход | 10   | Сход | НКЛ | 8     | 7    |
| 1974 | UOP Shadow Racing Team | Ford Cosworth DFV V8 | G    | Жарье  |      |      |     | НКЛ | 13  | 3    | 5    | Сход | 12   | Сход | 8   | 8    | Сход | Сход | 10  | 8     | 7    |

| Легенда к таблице |                                                                    |
| --- | ------------------------------------------------------------------ |
| В таблице перечислены результаты всех Гран-при Формулы-1, в которых использовался автомобиль. Строками таблицы являются сезоны, столбцами — этапы чемпионата мира. В каждой клетке указаны сокращённое название этапа и результат, дополнительно обозначенный цветом. Расшифровка обозначений и цветов представлена в нижеследующей таблице. |                                                                    |
| \| Пример \| Описание \| \| ------------ \| ------------------------------------------------------------------ \| \| 1 \| Победитель \| \| 2 \| Второе место \| \| 3 \| Третье место \| \| 5 \| Финишировал, заработав очки \| \| Сход \| Не финишировал, но при этом заработал очки \| \| 12 \| Финишировал, не получив очков \| \| НКЛ \| Финишировал, но не попал в финальную классификацию \| \| 15 \| Участвовал вне зачёта, либо по отдельной классификации \| \| 18 \| Не финишировал, но попал в финальную классификацию \| \| Сход \| Не финишировал \| \| НКВ \| Не прошёл квалификацию \| \| НПКВ \| Не прошёл предквалификацию \| \| ДСК \| Дисквалифицирован \| \| ИСК \| Исключён из протокола соревнований \| \| ТТ \| Заявлен для участия только в тренировках \| \| НС \| Участвовал в квалификации, но не стартовал в гонке \| \| Т \| Травмирован или болен \| \| ОТК \| Отказ от участия \| \| НТР \| Прибыл на соревнования, но на трассу не выезжал \| \| НПР \| Был заявлен в числе участников, но не прибыл к началу соревнований \| \| О \| Соревнования отменены \| \| \| Не участвовал \| \| Поул-позиция \| \| \| Быстрый круг \| \| |                                                                    |
| Пример | Описание                                                           |
| 1 | Победитель                                                         |
| 2 | Второе место                                                       |
| 3 | Третье место                                                       |
| 5 | Финишировал, заработав очки                                        |
| Сход | Не финишировал, но при этом заработал очки                         |
| 12 | Финишировал, не получив очков                                      |
| НКЛ | Финишировал, но не попал в финальную классификацию                 |
| 15 | Участвовал вне зачёта, либо по отдельной классификации             |
| 18 | Не финишировал, но попал в финальную классификацию                 |
| Сход | Не финишировал                                                     |
| НКВ | Не прошёл квалификацию                                             |
| НПКВ | Не прошёл предквалификацию                                         |
| ДСК | Дисквалифицирован                                                  |
| ИСК | Исключён из протокола соревнований                                 |
| ТТ | Заявлен для участия только в тренировках                           |
| НС | Участвовал в квалификации, но не стартовал в гонке                 |
| Т | Травмирован или болен                                              |
| ОТК | Отказ от участия                                                   |
| НТР | Прибыл на соревнования, но на трассу не выезжал                    |
| НПР | Был заявлен в числе участников, но не прибыл к началу соревнований |
| О | Соревнования отменены                                              |
| | Не участвовал                                                      |
| Поул-позиция |                                                                    |
| Быстрый круг |                                                                    |